# CEE証券取引所グループ

ロゴ

CEE証券取引所グループ（CEEしょうけんとりひきしょグループ、英: CEE Stock Exchange Group、CEESEG）は、中東欧地域の証券取引所の持ち株会社。CEE は Central and Eastern Europe（中東欧）の略。2010年に設立。
中東欧地域の4つの証券取引所を傘下に持つ。
- ウィーン証券取引所（オーストリア）
- ブダペスト証券取引所（ハンガリー）
- リュブリャナ証券取引所（スロベニア）
- プラハ証券取引所（チェコ共和国）